# Nathalie (single)
Nathalie is een lied uit 1964 van de Franse chansonnier Gilbert Bécaud, een liefdeslied en tevens een liedje van toenadering tussen Oost en West tijdens de Koude Oorlog. 
De zanger vertelt dat Nathalie hem Moskou laat zien. Ze spreekt over het leven in de Sovjet-Unie, maar als ze samen alleen zijn, verandert het onderwerp van gesprek. De zanger hoopt dat er een dag zal komen dat hij Nathalie in Parijs zal ontvangen.
Vanaf 1999 staat Nathalie tot dusver jaarlijks in de Top 2000 van Radio 2.

## Trivia
- In het liedje komt een café Pouchkine voor, in de buurt van het Rode Plein, waar de zanger met Nathalie een kop chocola gaat drinken. Ten tijde van het liedje bestond dit café niet, maar het begrip "een kop chocola drinken bij café Poesjkin" werd zo populair dat er later alsnog een horecazaak met die naam is geopend.
- In 1983 verscheen een vervolg: La fille de Nathalie. Hierin schrijft de 19-jarige dochter van Nathalie vanuit Sint-Petersburg aan de zanger in Parijs. Ze hoopt dat hij ooit terug zal komen of dat ze er in zal slagen een visum te bemachtigen en naar Parijs te reizen.

## Hitnoteringen

### NPO Radio 2 Top 2000
| Nummer met noteringen in de NPO Radio 2 Top 2000 | '99 | '00  | '01 | '02 | '03 | '04 | '05 | '06 | '07 | '08 | '09 | '10 | '11 | '12 | '13 | '14  | '15  | '16  | '17  | '18  | '19  | '20  | '21  | '22  | '23  | '24  |
| ------------------------------------------------ | --- | ---- | --- | --- | --- | --- | --- | --- | --- | --- | --- | --- | --- | --- | --- | ---- | ---- | ---- | ---- | ---- | ---- | ---- | ---- | ---- | ---- | ---- |
| Nathalie                                         | 526 | 1113 | 908 | 632 | 573 | 727 | 572 | 509 | 482 | 548 | 930 | 855 | 797 | 827 | 981 | 1263 | 1188 | 1335 | 1439 | 1735 | 1779 | 1538 | 1104 | 1427 | 1684 | 1855 |

1. ↑  Een vetgedrukt getal geeft de hoogste notering aan.

### Evergreen Top 1000
| Evergreen Top 1000 | Evergreen Top 1000 | Evergreen Top 1000 | Evergreen Top 1000 | Evergreen Top 1000 | Evergreen Top 1000 | Evergreen Top 1000 | Evergreen Top 1000 | Evergreen Top 1000 | Evergreen Top 1000 | Evergreen Top 1000 | Evergreen Top 1000 | Evergreen Top 1000 | Evergreen Top 1000 | Evergreen Top 1000 | Evergreen Top 1000 | Evergreen Top 1000 |
| Jaar               | 2008               | 2009               | 2010               | 2011               | 2012               | 2013               | 2014               | 2015               | 2016               | 2017               | 2018               | 2019               | 2020               | 2021               | 2022               | 2023               |
| ------------------ | ------------------ | ------------------ | ------------------ | ------------------ | ------------------ | ------------------ | ------------------ | ------------------ | ------------------ | ------------------ | ------------------ | ------------------ | ------------------ | ------------------ | ------------------ | ------------------ |
| Positie            | 116                | 590                | 581                | 581                | 549                | 138                | 131                | 140                | 123                | 170                | 182                | 306                | 192                | 102                | 115                | 237                |